# 既遂
既遂（きすい）とは、刑法上の概念であり、犯罪の実行に着手してこれを遂げ、犯罪を完成させることをいう。未遂と対立する概念である。
既遂まで達すると犯罪は成立し、各本条によって定められた構成要件に捕捉され刑法的評価に服することになる。未遂の場合と異なり中止することで刑法43条但書により減軽や免除されることはない。ただし犯罪の情状に酌量すべきものがあるときは、減軽されることもある（酌量減軽、刑法66条）。
どのような場合に既遂があったと判断されるかは、刑法各本条に規定されている。